# John Gould Veitch

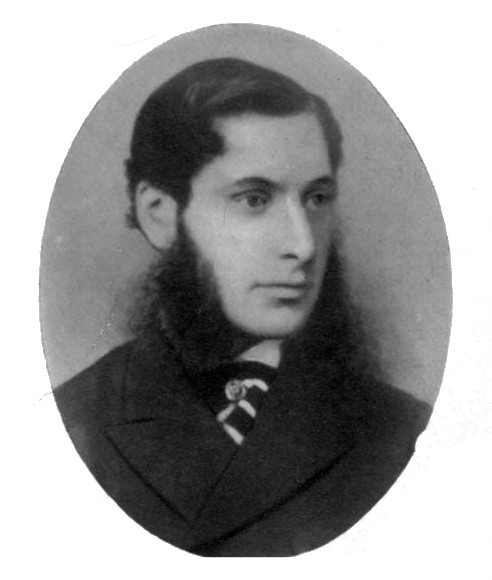
John Gould Veitch (1839–1870)

John Gould Veitch (* April 1839 in Exeter; † 13. August 1870 in Combe Wood, Surrey) war ein britischer Gärtner, Botaniker und Pflanzensammler. Sein offizielles botanisches Autorenkürzel lautet „Veitch“.
Er war Urenkel des Schotten John Veitch (1752–1839), der die Baumschuldynastie Veitch and Sons begründete.
Die Veitch-Dynastie beginnt, als der Sohn von John Veitch, James Veitch (1792–1863), das älteste von sechs Kindern, nach seiner Ausbildung in den Betrieb eintritt.  Der Vater von John Gould Veitch (1839–1870), nämlich James Veitch junior (1815–1869), übergab den Londoner Zweig der Baumschule, die Firma James Veitch & Sons, an seine drei Söhne John Gould, Harry James und Arthur. James Veitch junior starb 1869; bereits ein Jahr danach erlag John Gould Veitch der Tuberkulose.
Ab 1860 wurde John Gould Veitch einer der Pflanzenjäger für die Baumschule James Veitch & Sons. Seine Sammelreisen führten ihn 1860 bis 1862 nach Japan, China und auf die Philippinen sowie von 1864 bis 1866 nach Australien.
Bald nach seiner Rückkehr nach England heiratete er; aus der Ehe gingen zwei Söhne James Gould junior (1869–1914) und James Herbert hervor.

## Ehrungen
Nach James Veitch (1792–1863) sind die Pflanzengattungen Veitchia H. Wendl. und Neoveitchia Becc. aus der Familie der Palmen (Arecaceae) benannt. Nach John Gould Veitch (1839–1870) benannt ist die Gattung Veichtia Lindl. aus der Familie der Kieferngewächse (Pinaceae).